# Benjamin von Wyl
Benjamin von Wyl (* 1990 in Lenzburg) ist ein Schweizer Schriftsteller und Journalist.

## Leben
Von Wyl wuchs im aargauischen Wynental auf und studierte Germanistik und Geschichte an der Universität Basel. Er arbeitete als Managing Editor für die Schweizer Ausgabe von Vice und als Dramaturg am Theater Neumarkt. Als freischaffender Journalist war er regelmässig für die WOZ, Swissinfo und die Medienwoche tätig. Seit August 2022 ist er angestellter Reporter für Demokratie-Themen bei Swissinfo.ch. 2020 schaffte er es auf die Liste «Top 30 unter 30» der Zeitschrift Schweizer Journalist:in.
Zu Beginn der Corona-Pandemie gab er gemeinsam mit Daniel Kissling die Literaturzeitschrift Stoff für den Shutdown heraus. Von Wyl lebt in Basel und ist Mitglied des Vereins Autorinnen und Autoren der Schweiz.
2017 erschien sein Roman Land ganz nah. Ein Heimatroman. 2018 wurde das Buch von der Fachstelle Kultur Kanton Zürich mit einem Anerkennungsbeitrag prämiert.
2019 erhielt er vom Fachausschuss Literatur der Kantone Basel-Stadt und Basel-Landschaft einen Werkbeitrag für den Roman Hyäne – Eine Erlösungsfantasie. Dieser erschien 2020 und wurde 2021 mit einem der vom Bundesamt für Kultur verliehenen Schweizer Literaturpreise ausgezeichnet. Im selben Jahr erhielt er ausserdem ein Aufenthaltsstipendium am Literarischen Colloquium Berlin und einen weiteren Werkbeitrag vom Fachausschuss Literatur beider Basel.

## Werke
- Land ganz nah. Ein Heimatroman. Roman. Lectorbooks, Zürich 2017, ISBN 978-3-906913-12-4.
- Hyäne – Eine Erlösungsfantasie. Roman. Lectorbooks, Zürich 2020, ISBN 978-3-906913-23-0.
- Warum Journalismus besser ist als Jesus (und Literatur als der Heilige Geist). Essay. Edition Frida, Chur 2022, ISBN 978-3-03908-003-8.
- In einer einzigen Welt. Roman. Lectorbooks, Zürich 2022, ISBN 978-3906913346.
- Grosswerden und Einknicken. Roman. Verlag Die Brotsuppe, Biel 2024, ISBN 978-3-03867-093-3.